# Krajolik
Krajolik je zemljopisno područje, koje je po svojim karakterisikama drugačije od ostalih.
Izraz Krajolik je koncept koji je kontroverzan unutar zemljoposnih znanosti i primarni mu je značaj u svakodnevnom jeziku. Semantički se dobiva sa sadržajem fizinomičkih karakteristika kao sto su harmonija, ljepota, jedinstvost, cjelina, specifičnost, raznolikost  i posebnost.
Krajolik se može razlikovati na od prirode stvoreni (prirodni krajolik), i (kulturni krajolik), koji je nastalo ili dominiran ljudskim djelovanjem. 
Krajolici mogu biti anorganski (pustinja, slano jezero, led) i organski (šuma, savana, livade).
U tom smislu je krajolik prostor s tipičnim karakteristikama, obrazaca ili struktura.
Obuhvaća fizičke, biogene i antropogene (uključujući sociogene) strukture, npr. geomorfološke (stijene, pijesak, brda, ravnice), ekološke  (voda, šume, livade) i tehničke (kameni zidovi, potporni zidovi, kuće, ceste ) elemente krajolika. 
I u literaturi kao i u stručnim knjigama se krajolik koristi u četiri značenja, koji imaju zajedništvo, da je krajolik dobije jedinstveni karakter:
1. Izpunjeni ocrt područja koje je zemljopisno relevantno.
2. Slikovit pogled na prostorni objekt, koji uključuje i linija horizonta.
3. Vidljivi dio zemljine površine, koja je iz jedne točke preglediva.
4. Simbol smisla za moderni subjekt, u smislu estetike.

Tijekom 17. stoljeća slike krajolika je nastala kao svojevrsni specifični umjetnički žanr u Nizozemskoj.